# Dieter Lehnhoff
Dieter Lehnhoff (Cidade da Guatemala, 27 de maio de 1955) é um compositor, regente de orquestra e musicólogo alemão-guatemalteco.

## Biografia
Depois de já ter aprendido violino em criança, Lehnhoff estudou com Klaus Ager, Josef-Maria Horváth e Gerhard Wimberger no Mozarteum de Salzburgo, Áustria. As composições de Lehnhoff trazem a marca dos estilos europeus do século XX, sendo influenciado principalmente por Anton Webern e Alban Berg, Olivier Messiaen, Witold Lutoslawski e outros compositores da vanguarda, e logo depois pelo jazz e pela pós-modernidade. Combinou muitos estilos e gêneros, introduzindo materiais musicais modernos em formas da música erudita ocidental, compondo duas sinfonias, dois concertos para piano e orquestra, a Missa do São Isidro e muita música vocal e camerista.
Na América Central teve papel de destaque o canto orfeônico, iniciou o trabalho de documentação sobre a história da música da região e editou as primeiras partituras e seu primeiro livro em 1984-86. Logo depois, agraciado com uma bolsa de estudos concedida pela Organização dos Estados Americanos, estudou na Universidade Católica da América, em Washington, D.C., com os consagrados professores Conrad Bernier e Helmut Braunlich (composição), Cyrilla Barr, Ruth Steiner e Robert Stevenson (musicologia) e o maestro regente Donald Thulean. 
Em 1990 obteve o seu título de Doutor (Ph.D.) e retornou à Guatemala; foi o fundador e primeiro diretor do Instituto de Musicologia da Universidade Rafael Landívar. O âmbito de aplicação do Instituto foi a investigação cultural e musical: publicou cinco livros e também editou obras musicais diversas da Espanha e América Latina. Também desenvolveu amplo projeto educacional e foi o fundador, primeiro direitor e professor do Departamento de Música da Universidade del Valle, lecionando teoria, interpretação e história da música.
Entretanto, uma das suas atividade mais proeminentes foi gravar com a então recém criada Nova Orquestra Filarmônica, a mezzosoprano Cristina Altamira e o Ensemble Millennium uma série de CDs. Também tornou-se diretor artístico e regente da Orquestra Metropolitana e maestro do Coro Nacional, e foi um dos principais responsáveis pela descoberta e pela aceitação e divulgação da música clássica da América Latina.